# Cabezas grotescas
Este estudio de Cabezas grotescas es un dibujo del pintor renacentista italiano Leonardo da Vinci. Está considerado una caricatura. Mide 26 cm de alto y 20 cm de ancho. Está datado hacia 1490. Se conserva en la Biblioteca Real del castillo de Windsor en el Reino Unido. 
Leonardo fue un dibujante prolífico: llenó diarios con pequeños esbozos y detallados dibujos que documentan todo tipo de cosas que llamaran su atención. Muchos representaban la belleza, pero también supo interesarse por la fealdad o las deformidades faciales. Sin embargo, no son propiamente caricaturas, género que no nació hasta el siglo XVII, y que mediante la exageración de rasgos faciales pretende enfatizar un defecto o vicio de la persona retratada. Leonardo mostró un interés significativo en la recreación de dibujos de toda clase de personas, desde hombres y niños, hasta personas con deformidades llamativas y grotescas. 
A Leonardo le interesaban las figuras “heroicas” de hombres maduros, ancianos, como puede verse en su famoso Hombre de Vitruvio (Uomo vitrubiano), en el que no representa la belleza adolescente, sino la de un hombre maduro, en toda la plenitud de su fuerza y su poder. Este ideal masculino presentaba una serie de características ennoblecedoras (nariz aguileña, un mentón prominente) que, con una mínima alteración (la nariz un poco más prolongada, el mentón doble) podían resultar grotescos y exagerados. 
Entre las numerosas Figure grottesche de Leonardo se encuentran estas Cinco cabezas grotescas dibujadas en un gran folio conservado en la Biblioteca Real del Castillo de Windsor. Son cinco rostros en los cuales se representan los diversos caracteres. El centro está ocupado por un perfil clásico de un hombre con una guirnalda de hojas de encina; a su alrededor, cuatro rostros, algunos meras muecas, en las que se representan los cuatro temperamentos: sanguíneo, colérico, melancólico y flemático.